# مقاطعة براين (جورجيا)
مقاطعة براين (بالإنجليزية: Bryan County)‏ هي إحدى المقاطعات في ولاية جورجيا في الولايات المتحدة الأمريكية.